# Sovjetrepubliek Koeban
De  sovjetrepubliek Koeban (Russisch Кубанская Советская Республика) was een autonome republiek in de RSFSR. De republiek bestond van 13 maart tot 30 mei 1918. De republiek ontstond uit de volksrepubliek Koeban en de republiek ging samen met de sovjetrepubliek Zwarte Zee op in de sovjetrepubliek Koeban-Zwarte Zee. De hoofdstad was Jekaterinodar